# Moxostoma hamiltoni
Moxostoma hamiltoni é uma espécie de peixe actinopterígeo da família Catostomidae.
Apenas pode ser encontrada nos Estados Unidos da América.